# بیسراگا

بیسراگا دهکده‌ای در شهرستان بینگو در استان بولکیمده در بورکینافاسوی غربی مرکزی است جمعیت آن ۴۳۸ نفر است.